# Церковь Вефиль
Церковь Вефиль — не сохранившийся методистский молитвенный дом в городе Выборге. Построен в 1880 году, сгорел в 1940 году.

## История
Первое собрание методистов в Выборге состоялось в 1892 году. Несмотря на малочисленность, члены общины развернули активную деятельность, организовав детскую воскресную школу, швейный кружок, молодёжное общество, женский клуб и детский приют. Первоначально выборгские методисты действовали в рамках лютеранской церкви, но в 1900 году официально основали самостоятельную церковную общину. Так встал вопрос о собственном церковном здании.
В 1904 году в выборгском предместье Тиилирууки был открыт первый методистский молитвенный дом. А вскоре обособившаяся шведоязычная община методистов стала снимать отдельные помещения: в 1905-1906 годах — по адресу Вахтиторнинкату (улица Сторожевой Башни), дом 19, в 1907-1910 годах — по адресу Пеллервонкату (улица Мира), дом 9, а в 1910-1913 годах — по адресу Алексантеринкату (Ленинградский проспект), дом 13. Со времени размещения по последнему адресу община стала называться «Вефиль», в честь библейского города, название которого означает «дом Бога», а также в память о плавучей церкви «корабль Вефиль Джона Уэсли», основанной в 1832 году в Нью-Йоркской гавани. Наконец, с 1913 года церковь Вефиль обосновалась в деревянном одноэтажном доме по адресу Торккелинкату, 5, построенном в 1880 году по проекту Ф. Оденваля. 
Выборгская методистская община известна тем, что в ней в 1911 году принял крещение поэт О. Э. Мандельштам, чтобы обойти квоту на иудеев при поступлении в Петербургский университет. Позднее в ходе судебного разбирательства, возбуждённого в отношении крестившего Мандельштама пастора Н.Й. Розена, выяснилось, что им в период с 1910 по 1913 год было крещено более трёхсот русскоязычных евреев (в обход действовавших правил по переходу иудеев в христианство). Некоторыми исследователями обращение Мандельштама в протестантизм рассматривается не как формальный акт, а как признание христианских ценностей в качестве характерной черты финской культуры, к которой поэт явно тяготел в этот период жизни .
Церковь Вефиль сгорела в 1940 году в ходе Советско-финляндской войны. В послевоенное время на углу проспектов Московского и Ленина на месте молитвенного дома методистов был разбит сквер — часть парка имени Ленина.